# René Weiler
René Weiler (* 13. September 1973 in Winterthur) ist ein Schweizer Fussballtrainer und ehemaliger -spieler. Als Trainer wurde Weiler Landesmeister mit dem RSC Anderlecht in Belgien (2017) und dem al Ahly SC in Ägypten (2020). Seit Juli 2025 ist er Cheftrainer von D.C. United. 

## Karriere

### Als Spieler
Als Spieler war Weiler beim FC Winterthur, beim FC Aarau, beim Servette FC Genf und beim FC Zürich beschäftigt. Während seiner Zeit in Zürich wurde er von Nationaltrainer Rolf Fringer in die A-Nationalmannschaft berufen, für die er am 7. Februar 1997 in Hongkong sein einziges, offizielles Länderspiel bei einer 1:2-Niederlage gegen Russland bestritt. Vier Tage zuvor traf er bei einem Testspiel gegen China zum 1:4 Endstand. Im selben Jahr erlitt er einen Knöchelbruch mit Bänderriss, der ihn für längere Zeit ausser Gefecht setzte. Danach spielte er noch einmal in Winterthur, ehe er seine Laufbahn nach einer erneuten Fussoperation im Jahr 2001 beenden musste.

### Als Trainer
2001 schlug er eine Trainerlaufbahn ein und war zunächst Assistenzcoach beim FC Winterthur, bei dem er später die U-18-Junioren übernahm. Als Chefcoach trainierte er die Zweitvertretung des FC St. Gallen, die U-16-Junioren von Grasshopper Zürich, den FC Schaffhausen und ab 2011 den FC Aarau. Mit dem FC Aarau gelang ihm 2013 der Aufstieg in die höchste Schweizer Spielklasse, die Super League. In der darauffolgenden Saison gelang dem Aufsteiger überlegen der Ligaerhalt, ehe Weiler im Sommer 2014 den FC Aarau aus freien Stücken verliess, obwohl er noch einen bis 2015 laufenden Vertrag besass.
Im November 2014 verpflichtete ihn der deutsche Zweitligist 1. FC Nürnberg als Nachfolger des freigestellten Valérien Ismaël. Die Saison 2014/15 wurde schliesslich auf einem Mittelfeldplatz beendet, die Folgesaison auf dem dritten Rang. In der Relegation um den Aufstieg in die Bundesliga unterlag die Mannschaft knapp Eintracht Frankfurt.
Ab der Saison 2016/17 trainierte Weiler den RSC Anderlecht. Am 18. Mai 2017 sicherte sich seine Mannschaft vorzeitig und mit grossem Punktevorsprung den Meistertitel. Am 18. September 2017 trennte sich der RSC Anderlecht nach neun Punkten aus den ersten sieben Ligaspielen von ihm.
Am 21. Juni 2018 verpflichtete der FC Luzern Weiler als Trainer und Nachfolger von Gerardo Seoane. Er unterzeichnete einen Vertrag über drei Jahre. Am 18. Februar 2019 einigten sich Verein und Trainer auf eine Beendigung der Zusammenarbeit.
Im August 2019 wechselte Weiler zum al Ahly SC und löste seinen noch laufenden Vertrag mit Luzern auf. Mit dem Klub aus der ägyptischen Hauptstadt Kairo verlor er in der Saison 2019/20 bis Ende September in der nationalen Meisterschaft nur ein Spiel und wurde damit vorzeitig ägyptischer Meister. In der CAF Champions League gelang ihm mit dem Verein das Erreichen des Halbfinals (den al Ahly SC sowie auch den Final später gewann). Aus persönlichen Gründen löste Weiler per 1. Oktober 2020 seinen Vertrag mit al Ahly SC auf.
Im Dezember 2021 unterschrieb er beim achtfachen japanischen Meister und Gewinner der asiatischen AFC Champions League 2018 Kashima Antlers einen Vertrag als Cheftrainer bis 2024. Nach fünf sieglosen Spielen in Folge trennte sich der Verein im August 2022 von Weiler.
In der Saison 2023/24 war Weiler Cheftrainer beim Schweizer Traditionsverein Servette FC aus Genf, bei dem er schon als Spieler aktiv war. Er gewann mit dem Club den Schweizer Cup. Direkt nach dem Cupfinal gab er bekannt, dass er als Trainer zurücktrete, aber in anderer Funktion für den Verein tätig sein werde. Einen Monat später wurde klar, dass Weiler fortan als Sportchef des Vereins tätig sein wird. Am 25. Mai 2025 teilte der Verein mit, dass man sich gemeinsam auf eine Vertragsauflösung geeinigt hat.
Im Juli 2025 wurde Weiler Cheftrainer von D.C. United.

## Erfolge

### RSC Anderlecht
- Belgischer Meister 2016/17
- Belgischer Fussball-Supercup 2017

### Al Ahly SC
- Ägyptischer Meister 2019/20
- Ägyptischer Fussball-Supercup 2019

### Servette Genf
- Schweizer Cupsieger: 2024